# Bethania (Carolina del Nord)
Bethania è un comune degli Stati Uniti d'America, situato in Carolina del Nord, nella contea di Forsyth.